# Hír TV
Hír TV는 헝가리의 보도전문채널이다. 2003년 1월 2일에 방송을 시작하였다.
2006년 헝가리 시위때 헝가리에서 유일하게 방송 보도를 하였던 적이 있다.
Hír TV는 BBC 월드 뉴스의 방송 프로그램을 더빙하여 방송하기도 한다. (예: 클릭, 토킹 무비스)